# Jessica De Filippo
Jessica Christina De Filippo (* 20. April 2001 in Mississauga) ist eine kanadische Fußballspielerin.

## Karriere

### Vereine
De Filippos erster Verein war der in Kirkland ansässige Lakeshore Soccer Club, für den sie in der Lakeshore-Liga (LL) in 148 Spielen 175 Tore erzielte und während ihrer siebenjährigen Vereinszugehörigkeit siebenmal die regionale Meisterschaft gewann. Während ihrer Schulzeit an der John Rennie High School in Pointe-Claire schloss sie sich dem Vollzeit- und Entwicklungsprogramm für Frauenfußball Quebec REX an und kam 2018 mit Einführung der Première Ligue de Soccer du Québec (L1QC), der semiprofessionellen ersten Frauenfußballliga in der Provinz Québec, für die Lachine ansässigen Lakers du Lac Saint-Louis in dieser zum Einsatz.
Im Alter von 18 Jahren schrieb sie sich an der University of Louisville ein. Für deren Sport-Team, die Cardinals, bestritt sie vom 25. August bis zum 21. November 2019 als Freshman 18 Meisterschaftsspiele in der Atlantic Coast Conference, in der Spielzeit 2020 drei, in der ihr ebenfalls ein Tor gelang. Danach spielte sie für die Arkansas Razorbacks, das Sport-Team der University of Arkansas in Fayetteville. In ihrer ersten Spielzeit kam sie als Junior vom 18. August bis zum 26. September 2021 in den ersten neun Spielen in der Southeastern Conference zum Einsatz, erzielte zwei Tore und verletzte sich, sodass sie vom Ligabetrieb Abstand nehmen musste. In ihrer zweiten Spielzeit als Senior bestritt sie vom 20. August bis zum 26. November 2022 alle 22 Spiele, in denen sie zwölf Tore erzielte.
Am 3. Februar 2023 wurde sie – auf der vereinsinternen Website des 1. FFC Turbine Potsdam als Neuzugang vorgestellt – für die Rückrunde der Saison 2022/23 verpflichtet. Ihr Pflichtspieldebüt für den Verein gab sie am 25. Februar 2023 (11. Spieltag) bei der 0:3-Niederlage im Heimspiel gegen den FC Bayern München. Ihre beiden Tore in der Bundesliga erzielte sie am 26. März 2023 (16. Spieltag) beim 3:1-Sieg im Heimspiel gegen den späteren Mitabsteiger SV Meppen; es war der erste Sieg, nachdem ihre Mannschaft zwei Mal Remis gespielt und 13 Mal verloren hatte. Zum Saisonende zeichnete sich der Abstieg in die 2. Bundesliga ab; daraufhin verließ sie den Verein. Seit der Saison 2023/24 spielt sie für den spanischen Erstligisten Sporting Huelva.

### Nationalmannschaft
De Filippo nahm mit der U17-Nationalmannschaft an der vom 13. November bis zum 1. Dezember 2018 in Uruguay ausgetragenen Weltmeisterschaft teil. Sie bestritt alle drei Spiele der Gruppe D, sowie das Viertel- und Halbfinale, das mit 1:0 gegen die U17-Nationalmannschaft Deutschland gewonnen und mit 0:1 gegen die U17-Nationalmannschaft Mexikos verloren wurde. Im Gruppen-Auftaktspiel gegen die U17-Nationalmannschaft Kolumbiens, das mit 3:0 gewonnen wurde, erzielte sie in der Nachspielzeit das Tor zum Endstand. Im Spiel um Platz 3 war sie der U17-Nationalmannschaft Neuseelands mit 1:2 unterlegen.
Mit der U20-Nationalmannschaft nahm sie bereits im Januar desselben Jahres an der CONCACAF-Meisterschaft teil und debütierte in dieser Altersklasse am 20. Januar beim 4:1-Sieg über die Auswahl des Gastgebers aus Trinidad und Tobago mit Einwechslung für Caitlin Carmel Shaw in der 68. Minute. In ihrem zweiten Spiel am 28. Januar, bei der 0:1-Niederlage gegen die Auswahl Haitis, wurde sie in der 83. Minute für Ashley Madison Cathro eingewechselt und in der 89. Minute mit der Roten Karte des Spielfeldes verwiesen.
Für die U18-Nationalmannschaft bestritt sie am 9. und 16. Juli 2019 in zwei Vergleichen mit der U18-Nationalmannschaft Englands zwei weitere Länderspiele; der erste Vergleich wurde mit 2:3 verloren, der zweite Vergleich mit 2:1 gewonnen, in dem sie den 1:0-Führungstreffer in der 35. Minute erzielte. Am 6. Oktober 2019 gehörte sie bereits dem Kader der A-Nationalmannschaft an, die das in Freundschaft ausgetragene Spiel gegen die Nationalmannschaft Japans mit 0:4 verlor.

## Erfolge
- Vierter U17-Weltmeisterschaft 2018